# Tamar Novas
 (octobre 2024).
La mise en forme du texte ne suit pas les recommandations de Wikipédia : il faut le « wikifier ».
Les points d'amélioration suivants sont les cas les plus fréquents. Le détail des points à revoir est peut-être précisé sur la page de discussion.
- Les titres sont pré-formatés par le logiciel. Ils ne sont ni en capitales, ni en gras.
- Le texte ne doit pas être écrit en capitales (les noms de famille non plus), ni en gras, ni en italique, ni en « petit »…
- Le gras n'est utilisé que pour surligner le titre de l'article dans l'introduction, une seule fois.
- L'italique est rarement utilisé : mots en langue étrangère, titres d'œuvres, noms de bateaux, etc.
- Les citations ne sont pas en italique mais en corps de texte normal. Elles sont entourées par des guillemets français : « et ».
- Les listes à puces sont à éviter, des paragraphes rédigés étant largement préférés. Les tableaux sont à réserver à la présentation de données structurées (résultats, etc.).
- Les appels de note de bas de page (petits chiffres en exposant, introduits par l'outil «  Source ») sont à placer entre la fin de phrase et le point final[comme ça].
- Les liens internes (vers d'autres articles de Wikipédia) sont à choisir avec parcimonie. Créez des liens vers des articles approfondissant le sujet. Les termes génériques sans rapport avec le sujet sont à éviter, ainsi que les répétitions de liens vers un même terme.
- Les liens externes sont à placer uniquement dans une section « Liens externes », à la fin de l'article. Ces liens sont à choisir avec parcimonie suivant les règles définies. Si un lien sert de source à l'article, son insertion dans le texte est à faire par les notes de bas de page.
- La présentation des références doit suivre les conventions bibliographiques. Il est recommandé d'utiliser les modèles {{Ouvrage}}, {{Chapitre}}, {{Article}}, {{Lien web}} et/ou {{Bibliographie}}. Le mode d'édition visuel peut mettre en forme automatiquement les références.
- Insérer une infobox (cadre d'informations à droite) n'est pas obligatoire pour parachever la mise en page.

Pour une aide détaillée, merci de consulter Aide:Wikification.
Si vous pensez que ces points ont été résolus, vous pouvez retirer ce bandeau et améliorer la mise en forme d'un autre article.
Pour les articles homonymes, voir Novas.
Tamar Novas Pita, né le 3 octobre 1986 à Saint-Jacques-de-Compostelle, en Galice (Espagne), est un acteur espagnol.

## Biographie
Tamar Novas Pita naît à Saint-Jacques-de-Compostelle, en Galice, le 3 octobre 1986,. Il est choisi pour un rôle mineur dans La Langue des papillon de José Luis Cuerda au début de la décennie, faisant ainsi ses débuts au cinéma. Il fait également ses débuts dans une série télévisée avec une performance dans la série galicienne A vida por diante. À l'âge de 16 ans, il est choisi pour jouer le neveu de Ramón Sampedro dans Mar adentro d'Alejandro Amenábar, une performance pour laquelle il remporte le Prix Goya du meilleur espoir masculin. Il joue également le rôle de guide d'un scénariste aveugle dans Étreintes brisées. Depuis, il a figuré dans des séries télévisées telles que Acusados, Bandolera, Carlos, rey emperador, Fariña ou Clanes (es).

## Filmographie partielle

### Au cinéma
| Année | Titre                                                       | Rôle   | Notes           | Ref.   |
| ----- | ----------------------------------------------------------- | ------ | --------------- | ------ |
| 1999  | La Langue des papillons (La lengua de las mariposas)        | Roque  | Début au cinéma | ,      |
| 2004  | Mar adentro                                                 | Javi   |                 | [ 9 ]  |
| 2009  | Étreintes brisées (Los abrazos rotos)                       | Diego  |                 | [ 10 ] |
| 2014  | Un otoño sin Berlín                                         | Diego  |                 | [ 11 ] |
| 2019  | Elisa et Marcela (Elisa y Marcela)                          | Andrés |                 | [ 12 ] |
| 2021  | A 1000 kilómetros de la navidad (1000 Miles from Christmas) | Raúl   |                 | [ 13 ] |
| 2022  | O corpo aberto (The Open Body)                              | Miguel |                 | [ 14 ] |
| 2023  | ¡Salta! (Jump!)                                             | Óscar  |                 | [ 15 ] |
| 2023  | Nowhere                                                     | Nico   |                 | [ 16 ] |
|       | Justicia artificial (Artificial Justice)                    | Brais  |                 | [ 17 ] |

### À la télévision
| Année     | Titre                                                        | Rôle                   | Notes                                   | Ref.   |
| --------- | ------------------------------------------------------------ | ---------------------- | --------------------------------------- | ------ |
| 2010      | Acusados                                                     | Jaime Álvarez          | Apparu dans la saison 2                 | ,      |
| 2012      | Bandolera                                                    | Alejandro de la Serna  |                                         | ,      |
| 2015–2016 | Carlos, rey emperador                                        | Jean III de Portugal   |                                         | [ 21 ] |
| 2017      | Le Ministère du temps (El ministerio del tiempo)             | Gustavo Adolfo Bécquer | Invité (épisode « Tiempo de hechizos ») | [ 22 ] |
| 2017      | La zona                                                      | Ricardo                |                                         | [ 23 ] |
| 2018      | Fariña (Cocaine Coast)                                       | Roque                  |                                         | [ 24 ] |
| 2018      | Allí abajo                                                   | Yago Castro            |                                         | [ 24 ] |
| 2019      | Alta Mar                                                     | Sebastián              |                                         | [ 25 ] |
| 2020      | Après toi, le chaos (El desorden que dejas)                  | Germán Araujo          |                                         | [ 26 ] |
| 2023      | Los pacientes del doctor García (The Patients of Dr. García) | Manuel Arroyo Benítez  |                                         | [ 27 ] |
| 2024      | Clanes (Gangs of Galicia)                                    | Daniel Padín           |                                         | [ 28 ] |

## Récompenses et distinctions
| Année | Prix                                                       | Catégorie                             | Travail                                     | Résultat   |        |
| ----- | ---------------------------------------------------------- | ------------------------------------- | ------------------------------------------- | ---------- | ------ |
| 2005  | 19e Prix Goya                                              | Prix Goya du meilleur espoir masculin | Mar adentro                                 | Lauréat    | [ 29 ] |
| 2005  | 14e cérémonie des prix du syndicat des acteurs et actrices | Meilleur nouvel acteur                | Mar adentro                                 | Lauréat    | [ 30 ] |
| 2021  | 19e Prix Mestre Mateo                                      | Meilleur acteur dans un second rôle   | Après toi, le chaos (El desorden que dejas) | Nomination | ,      |
| 2023  | XXIe édition des Prix Mestre Mateo                         | Meilleur acteur                       | O corpo abertot                             | Lauréat    | [ 33 ] |
| 2024  | 22e Prix Mestre Mateo                                      | Meilleur acteur                       | ¡Salta!                                     | Lauréat    | [ 34 ] |

- (en) Tamar Novas: Awards, sur l'Internet Movie Database